# Leon Frankowski
Leon Frankowski (ur. 25 marca 1843 w Liwkach Szlacheckich na Podlasiu, zm. 16 czerwca 1863 w Lublinie), komisarz Rządu Narodowego w województwie lubelskim do lutego 1863 roku, dowódca oddziału w powstaniu styczniowym.
Był synem podlaskiego ziemianina Feliksa i Julii z Marcinkiewiczów. Od 1857 uczęszczał do Instytutu Szlacheckiego w Warszawie, w 1860 przeniósł się do gimnazjum realnego. Od samego początku pobytu w nowej szkole stał się w niej przywódcą patriotycznej młodzieży. Przyłączył się wkrótce do starszych braci Jana Józefa i Stanisława, działających w konspiracyjnej organizacji tzw. Kół Janowskiego. Uczestniczył m.in. w manifestacji na pogrzebie wdowy po generale Sowińskim. Za demonstracyjne zniszczenie ogrodzenia ogrodu, który wydzielił sobie z terenu gimnazjum naczelnik książę Aleksander Wielopolski, był więziony. Po uwolnieniu wyjechał na prowincję, kontynuując działania aresztowanego w 1862 brata Jana na terenie województwa lubelskiego. Najaktywniej szerzył idee Ludwika Mierosławskiego w środowisku młodzieży uczącej się i rzemieślników. Z ramienia Komitetu Centralnego Narodowego został komisarzem lubelskim jesienią 1862.
Na początku stycznia 1863 zainicjował prawdopodobnie zjazd komisarzy wojewódzkich, gdzie samodzielnie postanowiono o terminie wybuchu powstania. Frankowski przedstawił tę decyzję Komitetowi Centralnemu, za co został na krótko aresztowany przez tenże komitet. Zwolniony dzięki poręczeniom m.in. Zygmunta Padlewskiego, zorganizował oddział złożony ze studentów Instytutu Politechnicznego w Puławach. Na czele tego oddziału zdobył Kazimierz Dolny i stoczył zwycięską potyczkę pod Kurowem, zdobywając furgon pocztowy ze znaczną sumą pieniędzy. Wkrótce przekazał dowództwo wojskowe, ale pozostał przy oddziale. 8 lutego w czasie chaotycznego wycofywania się przed większym oddziałem rosyjskim powstańcy zostali rozbici w potyczce pod Słupczą (Dwikozami) niedaleko Sandomierza. Ranny Frankowski schronił się w Sandomierzu, ale tamże został ujęty i po wyleczeniu postawiony przed sądem wojskowym. Nie zgodził się na współpracę z Rosjanami. Mimo starań rodziny otrzymał wyrok śmierci i został powieszony.
Na miejscu kaźni jego i innych powstańców w Lublinie (dawniej teren koszar, obecnie miasteczka akademickiego) znajduje się krzyż i głaz z tablicą pamiątkową. Ostatecznie pochowano go na lubelskim cmentarzu przy ul. Lipowej.